# Bulnesia
Bulnesia (лат.) — олиготипный род кустарников семейства Парнолистниковые (Zygophyllaceae).
Представители рода произрастают в Америке.
Род назван в честь президента Чили Мануэля Бульнеса.

## Виды
Род насчитывает около 10 видов, некоторые из них:
- Bulnesia ameghinoi (Jacq.) Engl.
- Bulnesia retama (Gillies ex Hook. & Arn.) Griseb.
- Bulnesia sarmientoi Lorentz ex Griseb.